# جاناتان لونین
 جاناتان لونین (انگلیسی: Jonathan Lunine؛ زاده ۲۶ ژوئن ۱۹۵۹) یک فیزیک‌دان، و ستاره‌شناس است.